# تردد
التردد هو مقياس لتكرار حدث دوري، مثل تردد موجة. غالبًا ما يكون الحديث عن تردد موجة صوتية أو تردد موجة ضوئية أو موجة كهرومغناطيسية. وتقاس وحدة التردد منذ عام 1960 بوحدة الهرتز (Hz) وهي تعادل {\displaystyle {\frac {1}{sec}}} أو 1/ثانية.
وتستخدم بشكل أساسي لقياس عدد تكرار ذبذبة موجة. يكون تردد موجة دوريّة 1Hz إذا كانت تمر دورة كاملة في نقطة ما خلال ثانية واحدة. الدورة الكاملة لموجة، ولنتخيل هنا موجة في الماء، تتوالى الموجة في الماء من صعود إلى هبوط ثم صعود، تلك هي الدورة الكاملة. المسافة بين قمتين متتاليتين في الموجة أو المسافة بين قاعين متتالين في موجه يسمى طول الموجة.

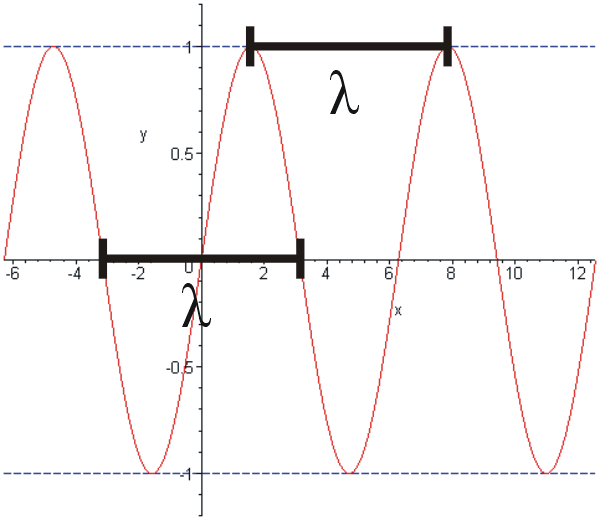
تمثيل موجة وتعريف التردد. المسافة بين قمتين هي طول الموجة وهي تعادل دورة كاملة.

## تعريف ووحدات
يعرّف التردّد لأي عمليّة دوريّة تعود على نفسها كعدد المرّات التي تتكرّر فيها الدورة أو العمليّة خلال وحدة زمنية معيّنة. يستخدم الحرف f أو {\displaystyle \nu } لتمثيل التردّد في العديد من المجالات الهندسيّة والفيزيائيّة كالبصريات والكهرباء وعلم الصوت والراديو وغيرها.
الوحدة التقليديّة لقياس التردّد هي الـHz أو الهرتس (والتي تعادل {\displaystyle {\frac {1}{sec}}}) على اسم العالم الفيزيائي الألماني هاينريخ هرتس. على سبيل المثال، فإذا كان تردّد عمليّة ما هو 1Hz، يعني هذا أنّها تحصل مرّة كل ثانية، أمّا إذا كان 2Hz، فإنّها تحصل مرّتين في كل ثانية، وهكذا. فإذا رمزنا لزمن الدورة بـ{\displaystyle T}، تكون العلاقة بينه وبين التردد كالتالي:
{\displaystyle f={\frac {1}{T}}}
بشرط أن يُحَافَظُ على وحدات الطرفين، فإذا كان التردد يقاس بوحدات الـHz، تكون وحدة زمن الدورة هي الثانية.
في بعض الاستعمالات هنالك وحدات خاصّة لقياس التردّد. فمثلاً، لقياس سرعة نبض القلب، تستعمل وحدة «نبضة في الدقيقة» أو BPM) Beats per Minute)، ونفس الوحدة تستخدم في عالم الموسيقى لقياس الإيقاع. في الحركة الدائريّة تستخدم أحيانًا وحدة «دورة في الدقيقة» أو rpm) Revolutions per Minute) لقياس التردّد. لتحويل تلك الوحدات إلى الـHz تجب القسمة على {\displaystyle 60}.

## قياس التردّد
لقياس تردّد ظاهرة ما، يجب إحصاء عدد المرّات التي تتكرّر بها الظاهرة في فترة زمنية، ومن ثم القسمة على مدّة هذه الفترة.
في الواقع، فمن المفضل على وجه العموم، ولغرض التدقيق، قياس الفترة الزمنية اللازمة لعدد محدّد مسبقًا من التكرارات، عوضًا عن قياس عدد التكرارات الحاصلة خلال فترة زمنيّة محدّدة. هذا لأنّ التردّد قد لا يكون عددًا صحيحًا، كحركة البندول المتأرجح. إنّ الطريقة الثانية تؤدي إلى خطأ عشوائي في القياس يتراوح بين صفر إلى تكرّر واحد، أي إلى نصف تكرّر بالمعدّل، ممّا يؤدي إلى انحياز في تقديرنا لـf. أمّا بالطريقة الأولى، فإنّنا نقيس وحدة زمنية، والتي بالإمكان قياسها بشكل أدق بواسطة ساعة.

## تردّدات الأمواج
بالإمكان تحليل كل موجة إلى عدد من الأمواج التوافقية (وفق تحليل فورييه) الدّوريّة، ولكل موجة دوريّة هنالك علاقة بين تردّد الموجة لطول الموجة وسرعة تقدّمها:
{\displaystyle f={\frac {v}{\lambda }}}
بحيث أن:
{\displaystyle f} هو تردّد الموجة
{\displaystyle v} هي سرعتها
{\displaystyle \lambda } هو طول الموجة
أي أن هنالك علاقة طردية بين التردّد وسرعة الموجة، إذا حافظنا على طول الموجة، وعلاقة عكسية بين تردّد وطول الموجة، إذا بقيت سرعتها ثابتة.
في الأمواج الكهرومغناطيسيّة، تستبدل القيمة {\displaystyle v} عادًة بالقيمة {\displaystyle c} للتنويه إلى سرعة الضوء.
عند انتقال أمواج كهرومغناطيسيّة تخرج عن مصدر أحادي اللون (أي مصدر يرسل أمواجًا كهرومغناطيسيّة ذات نفس طول الموجة) من وسط ذي معامل انكسار معيّن إلى وسط ذي معامل انكسار آخر، يتغيّر طول الأمواج وسرعتها، في حين يبقى تردّدها ثابتًا، وهي ظاهرة تعرف بانكسار الضوء.

## أمثلة
- بإمكان الأذن البشريّة أن تلتقط أمواجًا صوتيّة يتراوح تردّدها بين 20 ذبذبة في الثانية و 20.000 ذبذبة/الثانية. في الواقع، فإنّ الأطفال يستطيعون سماع التردّدات حتّى الـ20 kHz، ولكن قدرة السمع لمثل هذه الترددات المرتفعة تنخفض كلما كبر الإنسان في السن.
- إنّ تردّد التيار المتردّد في المقابس الكهربائيّة البيتيّة في أوروبا وأفريقيا وأستراليا ومعظم آسيا هو 50Hz (أي 50 ذبذبة في الثانية)، ولكنّه يكون بمعدل 60 ذبذبة/الثانية (60Hz) في معظم الأمريكيّتين.
- تردّد الضوء المرئي من الطيف الكهرومغناطيسي يتراوح بين 430 تيراهرتز (ضوء أحمر) إلى 750 تيراهرتز (ضوء بنفسجي).

## أنواع أخرى من التردّد
- التردد الزاوي: يمثل بواسطة الحرف اليوناني {\displaystyle \omega }، ويصف سرعة التغير في طور موجة جسم يتذبذب حركة توافقية بسيطة، مثلاً:

{\displaystyle \omega =2\pi f}
وحدة القياس المتّبعة للتردد الزاوي هي دورة لكل الثانية rev/s.
- يجدر الذكر بأنّ هناك بعض التردّدات غير الزمنيّة. فمثلاً، من الممكن الحديث عن تردد حيزي في صورة معيّنة، أو تردد لدالّة دوريّة معيّنة. فالتردّد الحيزي يمكن أن يكون، على سبيل المثال، عدد أزواج الخطوط السوداء والبيضاء في المتر الواحد من صورة لخطوط سوداء وبيضاء. وفي هذه الحالة يستبدل متغيّر الزمن بأحد متغيّرات الفضاء.